# Сен-Жермен, Клод Луи де
Граф Клод Луи Робер де Сен-Жермен (фр. Claude-Louis de Saint-Germain; 15 апреля 1707, Vertamboz — 15 января 1778, Париж) — французский реформатор и военачальник, маршал Франции (1775), датский фельдмаршал (1762), австрийский и баварский генерал, военный министр Дании (1763—67; 71—72) и Франции (1775—77).
Этот Сен-Жермен являлся современником (а возможно и родственником) более известного графа де Сен-Жермена — в значительной степени мифологизированной фигуры.

## Биография
Родился в 1707 году в глухой французской провинции (современный департамент Юра) в семейном замке Вертамбо.
Образование получил в иезуитском коллегиуме и первоначально сам планировал стать священником, однако в итоге поступил во французскую армию в чине су-лейтенанта (младшего лейтенанта). Участвовал в дуэли, которые были запрещены во Франции, после чего вынужден был бежать в Германию, где вступил в армию пфальцского курфюрста. Оттуда перешёл в австрийскую армию, участвовал в Венгрии в сражениях против турок в ходе Австро-русско-турецкой войны (1735—39). Во время Войны за австрийское наследство поддерживал в борьбе за австрийский престол баварского курфюрста и за отличия получил чин фельдмаршал-лейтенанта (генерал-лейтенанта).
Вернувшись после этого во Францию, Сен-Жермен в рядах французской армии принимал участие сначала в боевых действиях во Фландрии на следующем этапе Войны за австрийское наследство, а затем в Семилетней войне (Росбах, Крефельд, Корбах). Хорошие способности Сен-Жермена в сочетании с его амбициями и туманным прошлым, нажили графу немало противников (среди которых был и главнокомандующий граф де Брольи) и он вынужден был покинуть армию. В 1758 году Сен-Жермен издал труд, в котором изобличал пороки тогдашней французской военной системы, сравнивая французскую армию с иностранными, в которых служил ранее, и указывая на недочёты, свидетелем которых стал в годы войны.
В 1760 году вышел в отставку и в следующем 1761 году эмигрировал в Данию, где его книга имела большой успех. Там он был назначен главнокомандующим полевой армии в условиях, когда Дания интенсивно готовилась к войне с Россией за Шлезвиг-Гольштейн против русского императора и герцога голштинского Петра III. Сен-Жермен во главе армии в 27 000 солдат выступил навстречу русским войскам и успел вступить с ними в первые перестрелки. Однако, из-за свержения Петра III боевые действия не состоялись, а отношения с Россией сменились на дружественные. 
После окончания «войны с Россией» король Фредерик V произвёл Сен-Жермена в фельдмаршалы и поручил возглавить реорганизацию датской армии (1762).
Сен-Жермен разработал постоянный штат армии мирного времени (20 000 пехотинцев, 4 000 кавалеристов, 30 легких и 40 тяжелых полевых орудий), выделил артиллеристов, инженеров и легкую пехоту в отдельные роды войск, разделил территорию Дании на военные округа, наладил работу госпиталей (насколько было возможно). Все это происходило впервые в датской истории и вызвало в датском обществе большое уважение к Сен-Жермену. В 1763 году он стал кавалером высшего датского ордена Слона.
Однако, и в Дании Сен-Жермен не только приобрёл сторонников, но и столкнулся с большим числом противников и оппозицией своим «слишком быстрым» и решительным реформам. В 1766 году король Фредерик V скончался, а всего 14 дней спустя реформы Сен-Жермена были свёрнуты. В следующем 1667 году он попытался вернуться к проведению реформ, но теперь против этого выступила Россия, с которой в то время велись переговоры. Сен-Жермен потерял свой пост и покинул Данию.
Сен-Жермен вернулся во Францию, купил небольшое поместье в Эльзасе и посвятил себя занятиям сельским хозяйством. Помимо этого, он продолжал вести активную переписку со своими друзьями, оставшимися в Дании, поддерживая идеалы просвещённого абсолютизма в противовес «аристократической анархии». 
Одним из сторонников Сен-Жермена стал Иоганн Фридрих Струэнзе, который, после своего возвышения, предложил фельдмаршалу Сен-Жермену вернуться в Данию, что тот и сделал (1771). В Дании Сен-Жермен продолжил свои реформы, но после падения и казни Струэнзе вынужден был навсегда покинуть Данию и снова отправиться в своё поместье в Эльзас.
Однако, ненадолго. В 1775 году Сен-Жермен был вызван в Париж и назначен французским военным министром. Он пробыл на этой должности два года, и за это время основал 12 военных школ, привлёк талантливого генерала Грибоваля руководить реформами артиллерии, существенно изменил правила проведения учений и маневров, приблизив их к реальной военной действительности, ужесточил и уточнил дисциплину, упорядочил принципы чинопроизводства офицеров и сократил количество офицерских должностей. Неудивительно, что всего два года спустя он был отставлен на волне всеобщего и единодушного негодования. 
Король наградил Сен-Жермена пенсией в 40 000 ливров в год. Сен-Жермен написал «Мемуары» («Mémoires»), изданные посмертно в Амстердаме, в которых отрицал выдвинутые против него в обществе обвинения, наиболее значимым из которых было подозрение в сотрудничестве с иезуитами, крайне непопулярными в те дни во Франции, которых Сен-Жермен продвигал (или якобы продвигал) в новоучреждённых им военных школах на должности капелланов; а также изложил программу своих реформ. 
Граф де Сен-Жермен скончался в 1778 году в Париже. Многие его реформы были в дальнейшем продолжены и усилены Карно в ходе преобразования французской революционной армии, а затем — Бонапартом, выпускником одной из основанных графом Сен-Жерменом военных школ.

## Личные качества
Сам Сен-Жермен говорил, что его главным недостатком было «le désir trop vif de voir bien aller toutes les choses» («Слишком сильное желание видеть всё улучшенным»). Его датский современник Ульрик Адольф Гольштейн говорил про Сен-Жермена: «Он хотел всё упростить, всё сократить и никогда не сталкиваться с препятствиями».
По мнению современников-датчан, Сен-Жермен не отличался воинственной внешностью и «ездил верхом, как сельский писарь», но он был хорошим администратором, сохранял спокойствие даже в самых критических ситуациях и при необходимости умел воодушевлять солдат и вести за собой в решающие моменты. 
Сен-Жермен плохо знал немецкий язык, несмотря на то, что много лет прослужил в различных немецких армиях, и ещё хуже — датский. Однако, он был знаком с античными авторами, читал по латыни (может быть, и по-гречески), имел познания в области теологии, философии, истории, математики, далеко превосходящие кругозор среднестатистического офицера того времени.

## Сен-Жермен вЭнциклопедическом словаре Брокгауза и Ефрона
Граф Клод Луи Сен-Жермен (1707—78) — французский военный деятель. Служил в венгерских войсках и в 1738 году отличился в войне с турками, состоял затем на баварской военной службе; вернувшись во Францию, отличился во Фландрии (1746—48). Во время Семилетней войны, в 1757 году, удачно руководил отступлением французской армии, разбитой при Росбахе; в 1759 года прикрывал отступление от Миндена, а затем разбил принца Брауншвейгского близ ущелья Корбах. Вследствие интриг своих противников Сен-Жермен перешел на службу к Фридриху V Датскому, который поручил ему переустройство датской армии. Возвратясь во Францию, был назначен в 1775 году военным министром. Реформы Сен-Жермена имели целью, главным образом, установить в армии экономию и дисциплину; его строгость доставила ему много врагов, и в 1777 году он вышел в отставку. Написал «Mémoires» (Амстердам, 1779), в которых изложен план его реформ.
— Сен-Жермен, Клод-Луи // Энциклопедический словарь Брокгауза и Ефрона : в 86 т. (82 т. и 4 доп.). — СПб., 1890—1907.

## Министр Сен-Жермен играф де Сен-Жермен
Между биографиями двух графов Сен-Жерменов: реального маршала Клода Луи де Сен-Жермена и полулегендарной фигуры нельзя не заметить определённой связи. Они были приблизительно ровесниками и однофамильцами (хотя про второго Сен-Жермена все современники полагали, что его титул и фамилия — псевдоним). 
Клод Луи де Сен-Жермен несколько лет провёл в Венгрии, и второй Сен-Жермен тоже неизменно демонстрировал своё хорошее знание этой страны, так что его считали даже внебрачным сыном Ференца II Ракоци. В 1740-е годы оба Сен-Жермена одновременно находились в Вене, а затем оба переехали в Париж. Оба имели тесные связи с Данией: покровительство второму Сен-Жермену оказывали находившиеся в Париже датские дипломаты, а сам он обращался к королю Фредерику V с различными проектами. 
Тем не менее, по неизвестным причинам, родство между ними, если существовало, никогда не афишировалось.